# Nuka-Lagune
Die Nuka-Lagune (en.: Nuka Lagoon) ist die Lagune des gehobenen Atolls Beru im südlichen Teil des pazifischen Archipels der Gilbertinseln nahe dem Äquator im Staat Kiribati.

## Geographie
Die flache Lagune liegt im Westen der Insel. Sie wird nach Norden, Osten und Südosten durch den Riffsaum abgeschirmt und bildet an der Nordspitze (Tabiang Lagoon), wie auch im Südosten zwischen Tabukiniberu und Teteirio schmale Buchten, ehemalige Kanäle des Riffes, die sich weit in die Insel hineinziehen. Der Flugplatz Beru führt mit seinem Rollfeld teilweise in die südliche Bucht hinein. Im Südwesten gibt es die Espiègle Anchorage und im Norden bei Tabiang ist  ein Kanal in das Riff gesprengt worden (Blasted North Boat Channel) um die Möglichkeit zum Anlanden an der Insel zu geben. Der Kariraia Causeway verläuft über die Mündung der Tabiang Lagoon.